# 中孔鲎科
中孔鲎科（学名：Mycteropidae）是板足鲎目下的一个科。

## 下属分类
本纲包括以下目：
- 蛛鱟屬 Megarachne Hunicken, 1980
- Mycterops Cope, 1886
- 伍德沃德鱟屬 Woodwardopterus Kjellesvig-Waering, 1959